# NGC 1287
NGC 1287 est une galaxie spirale relativement éloignée et située dans la constellation de l'Éridan. Elle a été découverte par l'astronome germano-britannique William Herschel en 1784.

## Caractéristiques
Sa vitesse par rapport au fond diffus cosmologique est de 8 412 ± 27 km/s, ce qui correspond à une distance de Hubble de 124,1 ± 8,7 Mpc (∼405 millions d'al).